# Paul Parry
Paul Ian Parry (Chepstow, 19 agosto 1980) è un ex calciatore gallese, di ruolo ala.

## Carriera

### Club
Ha giocato nella seconda divisione inglese con Cardiff City e Preston N.E..

### Nazionale
Tra il 2004 ed il 2008 ha totalizzato complessivamente 12 presenze ed una rete con la nazionale gallese.